# 田川洋行
田川洋行（英語：Cary-Hiroyuki Tagawa；1950年9月27日—），美籍日裔演員。母親為日本演員，父親為美籍日裔士兵，田川洋行幼年隨家人於多個美軍軍營中長大，直到中學時期才於南加州安定下來，並且入讀南加州大學和遠赴日本當交換生。

## 演藝生涯
- 1987年，《末代皇帝》，飾張謙和。
- 1989年，《鐵金剛勇戰殺人狂魔》，飾香港臥底警察。
- 1995年，《魔宮帝國》，飾尚宗（Shang Tsung）。
- 2001年，《珍珠港》，飾源田實。
- 2001年，《猿人爭霸戰》，飾Krull將軍。
- 2005年，《藝伎回憶錄》，飾男爵。
- 2009年，《忠犬小八》，飾藤吉健發。
- 2010年，《鐵拳》，飾三島平八（英语：Heihachi Mishima）。
- 2013年，《浪人47》，飾幕府將軍德川綱吉。
- 2015年，《高堡奇人》，飾日本貿易大臣田上信輔。
- 2015年，《小男孩（英语：Little Boy (film)）》，飾日裔美國人Hashimoto(橋本)。